# آندرو هوقز
آندرو هوقز (انگلیسی: Andrew Hughes؛ 1908 – تاریخ ورودی نامعتبر است) مدیر کارآفرین، هنرپیشه ترک-تبار اهل ژاپن بود.
از فیلم‌ها یا برنامه‌های تلویزیونی که وی در آن نقش داشته‌است می‌توان به خداحافظ ژوپیتر اشاره کرد.